# الذكرى المئوية للحركة الكشفية
الذكرى المئوية للحركة الكشفية كانت في عام 2007 وقد إحتفل منسوبي الكشافة في جميع أنحاء العالم بالذكرى 100 سنة من الحركة الكشفية العالمية. وتركزت الاحتفالات الأصلية في المملكة المتحدة، مثل مخيم جزيرة براونسي الكشفي الذي كان بداية الحركة الكشفية، والمخيم الكشفي العالمي الحادي والعشرون والذي أقيم في تشيلمسفورد، إسيكس عام 2007.